# Klaus Lanzarini
Klaus Lanzarini (Latina, 18 gennaio 1977) è un nuotatore italiano.
Specializzato nello stile libero.

## Carriera
Figlio di Enzo Lanzarini, ha iniziato a nuotare all'età di 5 anni nel Gymnasium Pordenone. Si è trasferito a Bessica all'età di 13 anni e ha cominciato a nuotare nella piscina olimpionica di Montebelluna, dove ha trovato una squadra che l'ha portato a diventare un asso del nuoto come è ancora adesso.
Ha partecipato alle olimpiadi di Sydney nel 2000 in cui è arrivato 5º nella staffetta 4x100 m stile libero.
Nel 2006 a Shanghai (Cina) nei campionati mondiali di nuoto in vasca corta è diventato campione mondiale nella 4x100 m stile libero
Successivamente si è trasferito in Toscana, e si è dato al basket, giocando con ottimi risultati nella Società A.S. Fidelis Prato.
Attualmente vive a Castiglione delle Stiviere (BS) e gioca presso la società Spartans Basketball.

## Primati
- Primatista italiano assoluto di società vasca 25 mt. staffetta 4x50 sl: 1'27"88 (Trieste, 26 novembre 2005)
- Primatista italiano assoluto vasca 25 mt. staffetta 4x50 mx: 1'37"65 (Trieste, 27 novembre 2005)

## Palmarès
| Giochi olimpici          | ---                     | 4 x 100 m st. libero         | 4 x 200 m st. libero    | ---                          |
| 2000 Sydney Australia    | ---                     | 5º - 3'17"85 frazione: 49"46 | 4º nuota in batteria    | ---                          |
| Campionati del mondo     | ---                     | 4 x 100 m st. libero         | 4 x 200 m st. libero    | ---                          |
| 2001 Fukuoka Giappone    | ---                     | 5º - 3'19"37 frazione: 50"06 | ---                     | ---                          |
| 2003 Barcellona Spagna   | ---                     | 6º nuota in batteria         | ---                     | ---                          |
| Mondiali in vasca corta  | ---                     | 4 x 100 m st. libero         | ---                     | ---                          |
| 2006 Shanghai Cina       | ---                     | Oro: 3'10"74 frazione: 48"81 | ---                     | ---                          |
| Campionati europei       | ---                     | 4 x 100 m st. libero         | 4 x 200 m st. libero    | 4 x 100 m mista              |
| 2000 Helsinki Finlandia  | ---                     | 4 - 3'20"39 frazione: 49"60  | Oro nuota in batteria   | 5º nuota in batteria         |
| Europei in vasca corta   | 50 m st. libero         | 100 m st. libero             | 200 m st. libero        | 4 x 50 m st. libero          |
| 2005 Trieste Italia      | 43º in batteria 22"97   | 19º in batteria 48"88        | 10º in batteria 1'46"32 | 9º - 1'27"50 frazione: 22"31 |
| Universiadi              | 100 m st. libero        | 4 x 100 m st. libero         | ---                     | ---                          |
| 2001 Pechino Cina        | 7º 50"29                | 4º - 3'21"08 frazione: 49"60 | ---                     | ---                          |
| 2003 Daegu Corea del Sud | 15º in semifinale 51"45 | 6º - 3'22"22 frazione: 51"06 | ---                     | ---                          |

### Campionati italiani
5 titoli individuali e 14 in staffette, così ripartiti:
- 3 nei 100 m stile libero
- 2 nei 200 m stile libero
- 4 nella 4 x 50 m sl
- 8 nella 4 x 100 m sl
- 2 nella 4 x 50 m mista

nd = non disputata
| Anno | Edizione    | st. libero 50 m | st. libero 100 m | st. libero 200 m | st. libero 4x50 m | st. libero 4x100 m | st. libero 4x200 m | mista 4x50 m |
| ---- | ----------- | --------------- | ---------------- | ---------------- | ----------------- | ------------------ | ------------------ | ------------ |
| 1998 | Invernali   | -               | 3                | -                | nd                | nd                 | nd                 | nd           |
| 1999 | Primaverili | -               | -                | -                | nd                | 1                  | 2                  | nd           |
| 1999 | Estivi      | -               | -                | -                | nd                | 1                  | -                  | nd           |
| 1999 | Invernali   | -               | -                | 2                | nd                | nd                 | nd                 | nd           |
| 2000 | Primaverili | -               | -                | -                | nd                | 2                  | 3                  | nd           |
| 2000 | Estivi      | -               | 3                | -                | nd                | 1                  | 2                  | nd           |
| 2000 | Invernali   | -               | 1                | 2                | 1                 | nd                 | nd                 | 2            |
| 2001 | Primaverili | -               | 3                | -                | nd                | 1                  | -                  | nd           |
| 2001 | Invernali   | -               | 1                | 3                | 1                 | nd                 | nd                 | 3            |
| 2002 | Primaverili | -               | -                | -                | nd                | 2                  | -                  | nd           |
| 2002 | Invernali   | -               | -                | -                | 2                 | nd                 | nd                 | -            |
| 2003 | Primaverili | -               | -                | -                | nd                | 2                  | -                  | nd           |
| 2003 | Estivi      | -               | 3                | -                | nd                | 1                  | -                  | nd           |
| 2003 | Invernali   | -               | 3                | 1                | 1                 | nd                 | nd                 | nd           |
| 2004 | Estivi      | -               | -                | -                | nd                | 3                  | -                  | nd           |
| 2004 | Invernali   | -               | -                | -                | 2                 | nd                 | nd                 | 1            |
| 2005 | Primaverili | -               | -                | -                | nd                | 2                  | -                  | nd           |
| 2005 | Estivi      | -               | -                | -                | nd                | 2                  | -                  | nd           |
| 2005 | Invernali   | 3               | 1                | 1                | 1                 | nd                 | nd                 | 1            |
| 2006 | Primaverili | -               | -                | -                | nd                | 2                  | 3                  | nd           |
| 2006 | Estivi      | -               | -                | -                | nd                | 1                  | -                  | nd           |
| 2007 | Primaverili | -               | -                | -                | nd                | 1                  | -                  | nd           |
| 2008 | Primaverili | -               | -                | -                | nd                | 1                  | -                  | nd           |